# Macrophya blanda
Macrophya blanda är en stekelart som först beskrevs av Fabricius 1775.  Macrophya blanda ingår i släktet Macrophya, och familjen bladsteklar. Arten är reproducerande i Sverige.